# Pseudohyperaldosteronismus Typ 2
Der Pseudohyperaldosteronismus Typ 2 ist eine sehr seltene angeborene Erkrankung mit dem Hauptmerkmal eines Pseudohyperaldosteronismus mit ausgeprägter, noch vor dem 20. Lebensjahr beginnender arterieller Hypertonie.
Synonyme sind: Hypertension durch 'gain-of-function'-Mutationen im Mineralocorticoid-Rezeptor; englisch Hypertension due to gain-of-function mutations in the mineralocorticoid receptor; Early-onset hypertension with exacerbation in pregnancy; Gordon’s Syndrome, Familial Hyperkalemic Hypertension, PHAII
Die Erstbeschreibung stammt aus dem Jahre 2000 durch die US-amerikanischen Ärzte David S. Geller und Mitarbeiter.

## Verbreitung
Häufigkeit und Vererbungsmodus sind nicht bekannt. Bislang wurde über mehr als 180 Betroffene berichtet.

## Ursache
Der Erkrankung liegen Mutationen im NR3C2-Gen auf Chromosom 4 Genort q31.23 zugrunde, welches für den Mineralokortikoidrezeptor kodiert.

## Klinische Erscheinungen
Klinische Kriterien sind:
- ausgeprägter, früh einsetzender und therapieresistenter Bluthochdruck
- erniedrigtes Renin und Aldosteron im Blutserum
- Exazerbation während der Schwangerschaft